# Чеканюк Андрій Терентійович
Андрі́й Тере́нтійович Чеканю́к  (29 жовтня 1906 , Кам'янка, Літинський повіт, Подільська губернія, Російська імперія  — 22 грудня 1992 , Київ ) — радянський партійний діяч родом з Вінниччини, кандидат історичних наук, професор, член-кореспондент АН УРСР (з 1964). Депутат Верховної Ради УРСР 1-го скликання. Кандидат у члени ЦК КП(б)У (1938—1952). Член ЦК КПУ (1952—1976).

## Біографія
Народився 29 жовтня 1906 року в селянській родині в селі Кам'янка, тепер Літинського району Вінницької області. У 1921–1923 роках — наймит у заможних селян. У 1923–1925 роках — робітник радгоспу, паперової фабрики. З 1925 року — на комсомольській роботі: економпрацівник та секретар районного комітету ЛКСМУ. Потім був головою робітничого комітету радгоспу.
Член ВКП(б) з 1928 року.
У 1928–1930 роках — слухач Вінницької радпартшколи ІІ-го ступеня. З 1930 до 1934 року перебував на профспілковій та партійній роботі в Жмеринці: завідувач відділу районного комітету КП(б)У, редактор районної газети.
У 1934–1937 роках — студент Інституту червоної професури.
У 1937–1938 роках — завідувач відділу, у березні 1938 – січні 1943 року — відповідальний редактор газети «Комуніст». З лютого до жовтня 1943 року — відповідальний редактор газет «Радянська Україна» та, одночасно, «Советская Украина».
У жовтні 1943 — вересні 1945 року — заступник завідувача відділу пропаганди і агітації ЦК КП(б)У.
З вересня 1945 по 1946 рік — заступник начальника Управління пропаганди і агітації ЦК КП(б)У — завідувач відділу друку Управління пропаганди і агітації ЦК КП(б)У.
Одночасно в 1944–1945 роках — на партійній роботі в Закарпатській Україні: секретар Комуністичної партії Закарпатської України під псевдонімом «Андрійко».
У 1946–1948 роках — директор, із грудня 1948 до 1973 року — ректор Вищої партійної школи при ЦК КПУ.
Автор праць з історії партії, серед інших «Торжество ленінської національної політики КПРС» (1972).
Помер 22 грудня 1992 в Києві.

## Особисте життя
Мав дружину та двох синів, старший з яких, Вілен Чеканюк, став художником. У Львові познайомився зі співачкою Оксаною Петрусенко. Між ними спалахнув роман. Оксана завагітніла та народила сина Олександра Петрусенко. Та на восьмий день після пологів несподівано померла. Існує версія, що була отруєна за замовленням дружини маршала Тимошенка з ревнощів. Андрій Чеканюк сина признавати не схотів. В голодному 1946 році подруга співачки, що всиновила її молодшого сина, привела Олександра до батька і попрохала допомоги. Він вигнав її з кабінету. Попри все Олександр став біологом, захистив дисертацію. Помер у 1999 році.

## Нагороди
- два ордени Леніна (15.09.1961, 1966)
- орден Червоного Прапора (1943)
- орден Трудового Червоного Прапора (23.01.1948)
- два ордени Вітчизняної війни ІІ ст.
- медалі
- Заслужений працівник вищої школи УРСР (1976)
- Почесна грамота Президії Верховної Ради Української РСР